# 116丁目駅 (IRTレノックス・アベニュー線)
116丁目駅（116ちょうめえき、英語: 116th Street）はニューヨーク市地下鉄IRTレノックス・アベニュー線の駅である。マンハッタン区ハーレムのレノックス・アベニューと125丁目の交差点に位置し、2系統と3系統が終日停車する。

## 駅構造
| G          | 地上階                         | 出入口 |
| P ホーム階 | 相対式ホーム、右側の扉が開く。 | 相対式ホーム、右側の扉が開く。 |
| P ホーム階 | 北行線                         | ← ウェイクフィールド-241丁目駅行き（125丁目駅） ← ハーレム-148丁目駅行き（125丁目駅） |
| P ホーム階 | 南行線                         | → フラットブッシュ・アベニュー-ブルックリン・カレッジ駅行き（110丁目駅）→ 深夜帯以外：ニューロッツ・アベニュー駅行き（110丁目駅）→ 深夜帯：タイムズ・スクエア-42丁目駅行き（110丁目駅）→ |
| P ホーム階 | 相対式ホーム、右側の扉が開く。 | |

駅は1904年11月23日に開業した相対式ホーム2面と線路2線を有した2面2線の地下駅である。駅ホーム、線路、道床は1998年の地下水流によるレノックス・アベニュー線の浸水問題を解決した際に新しい物に取り替えられている。
駅には1995年にウィリー・バーチが製作したアートワーク『Harlem Timeline』と1999年にヴィンセント・スミスが製作したアートワーク『Minton's Playhouse / Movers and Shakers』が飾られている。

### 出口
駅の改札口はホーム階にあり、南北ホーム中央にそれぞれ独立して存在している。
- 階段1つ、レノックス・アベニューと116丁目の交差点北西（南行ホームのみ）[2]
- 階段1つ、レノックス・アベニューと116丁目の交差点南西（南行ホームのみ）[2]
- 階段1つ、レノックス・アベニューと116丁目の交差点北東（北行ホームのみ）[2]
- 階段1つ、レノックス・アベニューと116丁目の交差点南東（北行ホームのみ）[2]